# En avant amiral !
Pour plus de détails, voir Fiche technique et Distribution.
En avant amiral ! (titre original : Carry On Admiral) est un film britannique réalisé par Val Guest, sorti en 1957.

## Synopsis
Au cours d'une réunion arrosée, deux vieux amis, l'un étant un jeune ministre du gouvernement et l'autre un officier de la Royal Navy, échangent leurs vêtements avant de s'évanouir. Le lendemain matin, leurs vêtements changés donnent lieu à une série d'erreurs d'identité dans leurs milieux respectifs.

## Fiche technique
- Titre original : Carry On Admiral
- Titre français : En avant amiral !
- Réalisation : Val Guest
- Scénario : Val Guest
- Photographie : Arthur Grant
- Montage : John Pomeroy
- Musique : Philip Green
- Pays d'origine : Royaume-Uni
- Format : Noir et blanc - 2,35:1 - Mono
- Genre : comédie
- Date de sortie : 1957

## Distribution
- David Tomlinson : Tom Baker
- Peggy Cummins : Susan Lashwood
- Brian Reece : Peter Fraser
- Eunice Gayson : Jane Godfrey
- A.E. Matthews : Amiral Sir Maximillian Godfrey
- Joan Sims : Mary
- Lionel Murton : Psychiatre
- Reginald Beckwith : Receptionist
- Desmond Walter-Ellis : Willy Oughton-Formby
- Ronald Shiner : Salty Simpson
- Tom Gill : Petty Officier
- Joan Hickson : Mère
- Arthur Lovegrove : Orderly
- Ronald Adam : First Sea Lord
- Alfie Bass : Orderly (non crédité)
- Harold Goodwin : Parker (non crédité)
- James Hayter : Membre du parlement (non crédité)